# Vyacheslav Lemeshev
Vyacheslav Lemeshev (en russe : Вячеслав Иванович Лемешев, transcription française : Viatcheslav Ivanovitch Lemechev) est un boxeur soviétique né le 3 avril 1952 à Moscou et mort le 27 janvier 1996 également à Moscou.

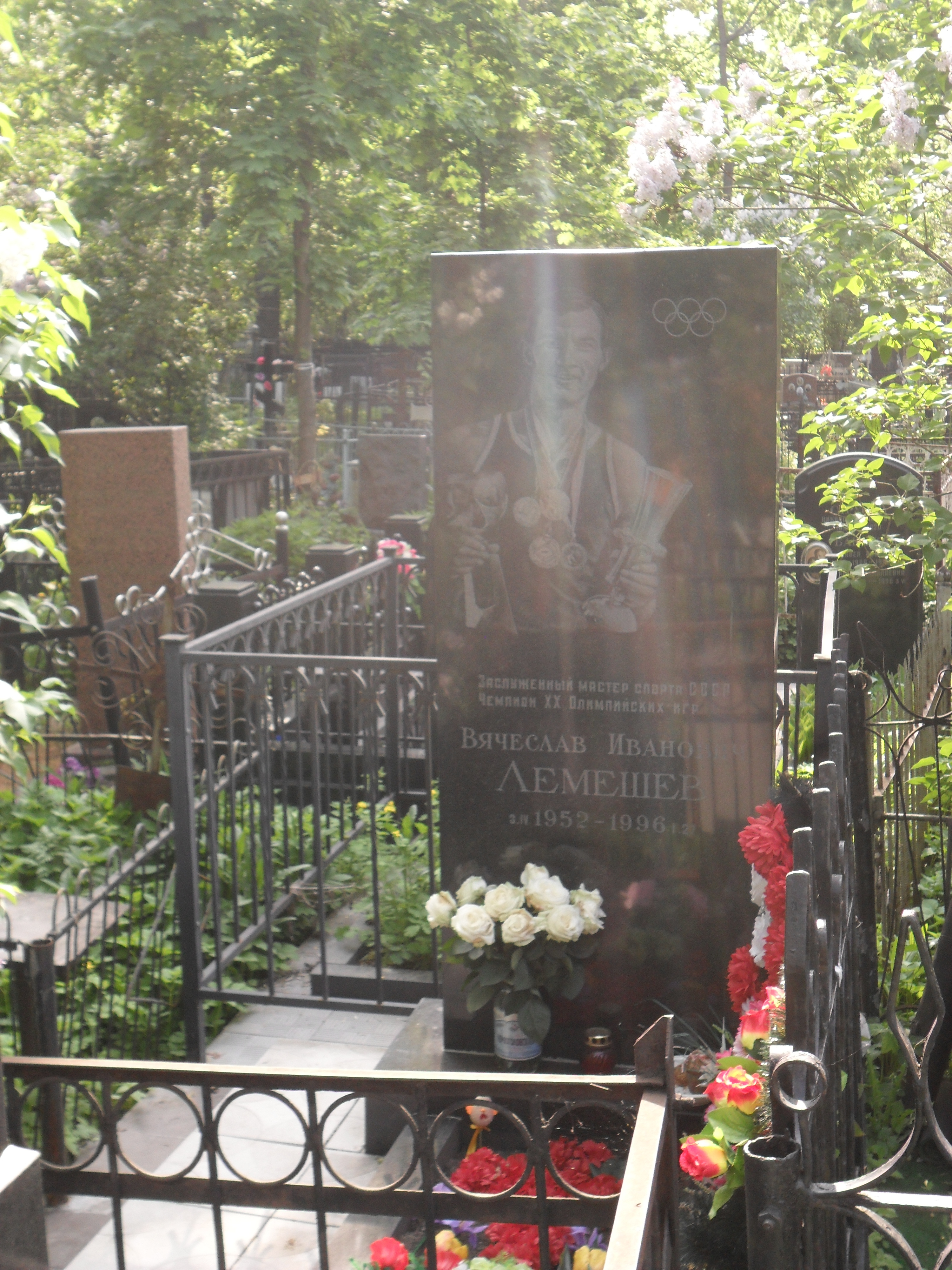
Tombe de Lemeshev au cimetière Vagankovo

## Biographie
Les parents de Lemeshev étaient originaires de la ville de Iegorievsk dans l'oblast de Moscou. Ils y ont vécu jusqu'en 1934, puis, ont déménagé à la capitale. Dans la famille il y avait trois fils, Yevgeniy, Youri et Vyacheslav. Tous les trois pratiquaient la boxe. Le jeune Vyacheslav a commencé à s’entrainer chez Lev Segalovitch qui a de suite décelé chez lui un potentiel hors du commun. Il fut récipiendaire de l'ordre de l'Insigne d'Honneur en 1972.

## Carrière
Vyacheslav Lemeshev remporte sa première victoire à l'âge de 14 ans au championnat de Moscou en 1966. C'est là qu'il se fait repérer. Quatre ans plus tard, en 1970, il gagne le championnat d'Europe de boxe amateur junior. À cette occasion, le triple champion olympique László Papp lui prédit un brillant avenir. Champion olympique des poids moyens aux Jeux de Munich en 1972, il remporte également les championnats d'Europe de boxe amateur à Belgrade en 1973 et à Katowice en 1975.
Son ascension a été fulgurante et sa célébrité également. Malgré cela, le jeune champion est resté très abordable acceptant toujours de donner des autographes et même de l'argent à quelques personnes de rencontre. Son ami le boxeur Viktor Rybakov raconte comment une fois à l'occasion de l'un de ces gestes généreux, Lemeshev a laissé échapper un étrange commentaire : "Ne sois pas snob, demain on peut se retrouver à leur place". Sans le savoir, il avait prédit son avenir. Malheureusement, son penchant pour l'alcool lui a peu à peu ôté la santé. Vers l'âge de 29 ans, il était sujet aux syncopes inexpliquées, souffrait de douleurs aux jambes, d'épilepsie et des trous de mémoire au point de devoir se servir de pense-bêtes pour retrouver le chemin de son lieu de travail.
Sa carrière sportive terminée, il vivait de sa petite retraite et du précaire travail occasionnel. En 1995, il a subi une lourde opération nécessitant une trépanation, mais son état continuait de se dégrader. Il était question de lui remettre le chèque de 10 000 $ de la part de la Fédération sportive à l'occasion du centenaire de la boxe russe afin qu'il puisse se soigner. Lemeshev n'a pas pu se rendre à cette célébration, il ne quittait plus le lit. Peu avant de mourir, il a demandé à son épouse d'aller lui acheter des gants de boxe et, en les enfilant, dit "que j'étais fort quand même autrefois...". Lemeshev est décédé le 27 janvier 1996 à l'âge de 43 ans. Il repose au cimetière Vagankovo.
Le 10 septembre 2012 le buste en bronze de Lemeshev a été inauguré dans l'allée de la gloire sportive CSKA à Moscou,.

## Parcours auxJeux olympiques
Jeux olympiques d'été de 1972 à Munich (poids moyens) :
- Bat Wiem Gommies (Indonésie) par KO au 1er round
- Bat Ans Joachim Brauske (RDA) aux points 5 à 0
- Bat Nazif Turan (Turquie) par arrêt de l'arbitre à la 2e reprise
- Bat Marvin Johnson (États-Unis) par arrêt de l'arbitre à la 2e reprise
- Bat Reima Virtanen (Finlande) par KO au 1er round